# Signe Höjer
Thyra Signe Elisabet Höjer, född Dahl 28 juni 1896 i Malmö, död 1 mars 1988, var en svensk sjuksköterska och politiker (socialdemokrat).
Hon var under åren 1936–1946 och 1954–1959 ordförande i svenska sektionen av Internationella kvinnoförbundet för fred och frihet (IKFF) och var styrelseledamot i Rädda Barnen. Tillsammans med maken Axel Höjer verkade hon i olika barnavårdsprojekt, bland annat startade de Sveriges tre första barnavårdscentraler i Solna stad efter fransk och engelsk förebild.
Hon ligger begraven på Norrbärke kyrkogård. Signe Höjer var mor till arkitekten Jon Höjer samt farmor till författaren Dan Höjer och musikern Mats Höjer.

## Böcker (urval)
- Travancore, välsignat land. 1955
- Slav stig upp. 1961
- Kring en bergsmansgård. Illustrerad. Sthlm 1969
- Mary Kingsley, forskningsresande i Västafrika. 1973
- Arvet från läsarna, 1976
- Läsarungen växer upp, 1978
- Vägen till Hagalund, 1979

## Priser och utmärkelser
- 1982 – Kungliga priset